# Олимпийский комитет Албании
Национальный олимпийский комитет Албании (алб. Komiteti Olimpik Kombëtar Shqiptar) — организация, представляющая Албанию в международном олимпийском движении. Основан в 1958 году; зарегистрирован в МОК в 1959 году.
Штаб-квартира расположена в Тиране. Является членом МОК, ЕОК и других международных спортивных организаций. Осуществляет деятельность по развитию спорта в Албании.